# エルンスト・ヘルツ
エルンスト・ヘルツ（Ernst Herz）は、オーストリア出身の男性フィギュアスケート選手。1908年ヨーロッパフィギュアスケート選手権優勝。

## 経歴
- 1908年ヨーロッパフィギュアスケート選手権優勝。
- 1909年世界フィギュアスケート選手権3位。

## 主な戦績
| 大会/年    | 1905-06 | 1906-07 | 1907-08 | 1908-09 |
| ---------- | ------- | ------- | ------- | ------- |
| 世界選手権 |         |         |         | 3       |
| 欧州選手権 | 2       | 3       | 1       |         |